# 達里婭·烏薩奇娃
達里婭·烏薩奇娃（Дарья Романовна Усачёва；2006年5月22日—）生於伯力，是俄罗斯女子花样滑冰运动员。她是2020年世界青年花式滑冰錦標賽銀牌獲得者，2019-20初級青少年大獎賽決賽銅牌獲得者。